# 樱花、萌放。 -as the Night's, Reincarnation-
《櫻花、萌放。 -as the Night's, Reincarnation-》（さくら、もゆ。-as the Night's, Reincarnation-）是于2019年1月31日由FAVORITE發售的戀愛冒險類型成人遊戲，官方宣传称之为。本作后被ENTERGRAM移植至PlayStation 4以及任天堂Switch平台，定于2023年2月22日发售。

## 故事

### 劇情大綱
在本作開場的十年前，主人公「奏大雅」等人被召集至参禅町，在貓妖阳向井朝日和冬月十夜的指導下接受魔法訓練，以擊倒「夜之王」、拯救世界。事成后，衆人獲得特別允許能將一個只有「夜」中才能出現的魔法帶入現實世界，然而衆人卻因不同的原因，無法施展這「最後的魔法」實現自己的心願。本作開場于主人公與魔法少女們在「夜」中擊倒「夜之王」的十年后。主人公離開孤兒院，住進了連接参禅町與「夜之國」的「夢之鄉」。内心尚未蛻變為成人的主人公在尚能看到、接觸朝日與十夜的情況下，接受了朝日交給他的任務，巡查夜之國，並發出魔法少女使用魔法所需的許可。主人公與當年一同并肩作戰的魔法少女杏藤千和、夜月姫织，以及主人公的好友兔蛙智仁現在均已經是「樱之丘」学园的学生，剩下的一位魔法少女柊春也從鄰鎮轉入樱之丘学园。柊春請求主人公實現她最後的魔法，變回魔法少女。主人公自小便有一隻名爲小黑的小貓相伴。她可化成人，經常神出鬼沒，令主人公找不到她。但是每晚，主人公都會透過一部「無論如何一定能接通」的電話與小黑通話。
每一位魔法少女與魔法使都有自己想要使用魔法的理由。夜月姫织本應在母親的腹中流產，但是她的母親和父親在時刻的終點站買下了造出一個人所需的所有材料，她的母親還向櫻花樹獻上自己的生命，令姫织順利出生。得知自己身世的姫织希望獻上自己復活母親，她乘坐七七的列車加入到討伐夜之王的隊伍，以圖用魔法實現自己的願望。在姫织的綫路中，她一度順利買下了零件、獻上生命，實現了自己的願望，但是最終被主人公救回。
爲了維持「夜」的存在，夜中的一棵櫻花樹需要定期吸收小孩的生命。一些住在夜中的生物承擔起這一職責，他們會擄走寂寞痛苦的兒童，將他們的生命獻給櫻花樹，被獻出生命的小孩便會停止生長，成爲不老不死的夜之生物。住在参禅町的一些「藝術家」大人們看准了這一點，他們故意虐待被認定為沒有藝術天分的小孩，引誘夜之生物將他們擄走。待到小孩被獻上生命化作永生之後，再殘忍將其殺死吃掉，以圖自己獲得永生。杏藤千和是受害者之一，她的父母虐待自己，將其囚禁，而她也被夜之生物索爾與納哈特擄走。二人不願將千和獻給櫻花樹，轉而將其收養。三人度過了一年的溫馨時光，但是千和的好意讓索爾落入了「藝術家」大人們的陷阱而死亡。自責的千和坐上七七的列車前往未來加入到討伐夜之王的隊伍，以圖用魔法救活被自己害死的索爾。被留下來的納哈特希望洗刷千和的負罪感，他與藝術家家族達成交易，讓一個人在千和重新出現的時候假扮索爾。納哈特等待了50餘年才等到了穿越了時間的千和，而一位名爲「遠矢」的青年履行了交易，假扮索爾；而納哈特作爲回報也殺死了遠矢，令他永生。在千和的綫路中，納哈特將千和未能使用的魔法還給了櫻花樹，防止其枯萎，讓「夜」得以延續。納哈特將千和托付給主人公，哪怕二人内心長大無法再與夜產生聯係也在暗處守護二人，甚至獻上自己的性命承擔二人的苦難。
遠矢假扮索爾還變成了永生的夜之怪物，結果冷落了他親生的女兒。他的女兒受此刺激，加上自身特殊體質的影響，開始將恨意轉嫁到自己的女兒——柊春身上。柊春的母親囚禁柊春，對外則宣稱她遭到了綁架，博取外界的同情。柊春的母親甚至打算殺死柊春作爲自導自演的綁架戲碼的落幕，但是該計劃被長大後的主人公打斷。長大後的主人公擄走了柊春，帶她見識外界，在此過程中柊春產生了對主人公的戀慕之情。主人公最終來到参禅町找到了柊春的母親，在搏鬥中二人雙雙身亡。柊春相信若自己不與主人公相識便不會有主人公死亡的結局，她搭乘了七七的列車來到過去加入到討伐夜之王的隊伍。在柊春的綫路當中，她哄騙主人公發出了魔法許可，實現了願望——自己在夜中被自己的「噩夢」殺死、現實中跳樓身亡。追悔莫及的主人公使用自己的魔法製造出可以將自己送回過去的子彈，毅然飲彈。主人公不斷自殺返回過去嘗試拯救柊春，還用子彈射穿了酷似柊春的「噩夢」，解開了她的心結，開闢了二人能白頭偕老的結局。
主人公的好友兔蛙智仁是與他的姐姐兔蛙梓咲一同加入討伐夜之王的隊伍的。梓咲的靈魂受到了詛咒，凡是在滿月之夜睡着，自己就會被傳送到未來，這個詛咒甚至具有傳染性。智仁對他的姐姐存有愛意，他的願望是解除梓咲的詛咒。然而這個願望永遠不能實現——在十年前的某一天夜中，梓咲詛咒發作前往未來，還連累了主人公和柊春。主人公透過一定能接通的電話跨越時間向小黑求援，小黑順利將主人公和柊春帶回原本的時間，但是梓咲從此離開衆人，小黑也暫時不知所蹤。知道自己的願望無法實現的智仁接受了現實，他將自己的心意製作成了歌曲さくら、もゆ。，流傳後世，代替自己向姐姐傳達自己的心意。
夜之國起源於一位名爲「真白」的女孩的願望。罹患心臟病的真白不忍父母爲了自己遭罪，祈願父母能夠擁有一個健康的孩子，這個願望被實現了，但真白的父母轉頭便視真白為纍贅，將她關入地下室任其自生自滅。彌留的真白想象與父母幸福的生活，為她而建的夜之國就此成形。夜之國很快成爲了痛苦的兒童的避難所，但也成爲了他們報復大人的工具。墮入黑暗深淵的夜之國甚至將真白的靈魂一同吞噬，但被傳送到未來的兔蛙梓咲救出。梓咲和真白聯手將第一代夜之國重建為專為人類服務、實現人類願望的第二代夜之國，真白也被封爲「夜之女王」。在未來建立起來的夜之國擴散到所有的時間，在所有的時間點均出現。梓咲的弟弟智仁的心意，透過歌曲さくら、もゆ。傳達到了梓咲心中，她透過夜之國回到了過去與兔蛙智仁結合，生下了一個孩子。梓咲帶著孩子回到了未來交給真白撫養，給孩子取名「奏大雅」，自己卻因爲與真白理念不合而分道揚鑣。真白將自己鎖在夜之國鐘樓中，將大雅托付給其他夜之生物撫養大，大雅在現實世界從地下室救出了一個因沒有藝術天分而被關在地下室的少年與陪在他身旁的一隻黑貓。大雅擁有連接現實世界和夜的能力，他在鐘樓中找到了獨自一人的真白，向她表白，承諾將她帶出夜之國度過幸福的一生。然而，就在二人準備在現實世界匯合的路上，大雅遭遇刺殺身亡。大雅死前將自己的能力交給了自己救出的少年，讓少年代替自己見真白。沒有等到大雅卻等到了抱著黑貓的少年——主人公的真白轉而撫養主人公，並尋找他的母親。最終，真白帶著主人公找到了他的母親，但是他的母親不認主人公。憤怒的真白走上了成為「夜之王」的道路，讓主人公的母親重新與主人公相認。但是，真白成為「夜之王」後，歷史被改寫成她會毀滅世界。大人們重新抓獲了主人公逼問「夜之王」真白的下落，甚至不惜殺害了他的母親和其他夜之國生物。為了拯救真白和大雅，主人公的黑貓小黑帶著主人公逃入夜中，坐上了七七的火車加入討伐夜之王的隊伍。在火車上，他借用了大雅的名字，將自己稱為「奏大雅」。
「夜之王」真白在一個時間點被討伐後在所有的時間點都會消失，眾人拯救了世界。深知真白和大雅都是因為自己而走向悲慘結局的主人公想要發動魔法，但被告知需要先行實現其他三位魔法少女的心願才能發動自己的魔法。與柊春一同走完了一生後，主人公回到了夜中重新見到了小黑。主人公與小黑在鐵軌上漫步，此時主人公突然宣告自己以與其他三位魔法少女的幸福結局為代價發動魔法——代替真白，成為「夜之王」，將錯愕與崩潰的小黑留在身後，復活了真白與奏大雅。度過了幸福一生的二人回到夜之國，見到了獨自一人掩面痛哭的小黑。在獲知主人公為了他們犧牲了自己後，大雅立刻決定以與真白分別為代價返回過去拯救主人公。真白湊足了原材料打造出了與主人公形象一致的人偶，大雅以主人公的形象返回过去。
为了找到救出主人公的方法，大雅决定重新走一遍主人公的人生轨迹。然而，当面对跳楼自杀的柊春的时候，大雅没有饮弹自杀的勇气。大雅从此浑浑噩噩地过日子，当年的小团体也分崩离析。本作的大结局小黑线路開始於大雅渾渾噩噩結束工作回到空無一人的夢之鄉的一天，小黑抓住最後還能聯繫上的機會透過電話聯繫到了大雅，向他講述了他已忘記的往事。聽罷，深感慚愧的大雅終於鼓足勇氣飲彈自盡，回到與魔法少女並肩作戰的過去。回到過去的大雅向眾人宣布要拯救主人公「夜之王」的目標，眾人與身處未來的小黑合作一同尋找拯救的方法。然而過程並不順利，柊春穿越時間線成為自己的「惡夢」試圖阻止主人公在夜中救下她自己，卻反被主人公一槍射穿身體身負重傷；獨自在未來的小黑被自己內心深處的罪惡感演變成的惡夢擊垮，九條命一一被惡夢殺死。儘管如此，大雅還是在成為「夜之王」的主人公面前喚醒了主人公，向他訴說了小黑對他的感情，並用手中可以穿越時間的子彈將主人公送往了他最幸福的时刻——游戏开始时主人公離開孤兒院與小黑重逢的時刻。
小黑的罪惡感來自於她的身世。溫柔善良不是她的本性，她本來是從櫻花樹中誕生的惡意的化身，但是接觸到了主人公母親的內心，吸收了主人公母親的溫柔母性後成為善良的小貓陪伴在主人公身旁。與一般的夜之生物擁有一條無限的生命不同，小黑有九條生命。小黑的能力是替代主人公承擔所有的不幸，她能將主人公和柊春從梓咲的詛咒中救出來的真相也是她代為承擔了主人公被感染上的詛咒。這導致小黑自己背負了詛咒，每到睡覺之時便會跳往未來，她與主人公的時間從此錯開，每晚僅能透過一定能接通的電話與主人公相伴。她本以為自己對主人公的愛意無法得到接受，但是主人公接受了小黑的感情。人與貓的壽命無法對等，主人公將自己的魔法用於實現與小黑廝守一生的願望。為此，他付出了今生不能與任何人產生關聯的代價，與昔日的朋友一一訣別。小黑在暗處默默守護主人公，用自己的每一條生命承擔主人公包括車禍在內的一切不幸，每次生命耗盡都會立刻轉生陪伴主人公，儘管主人公對其毫不搭理也不離不棄。小黑的九條命先於主人公耗盡，正在她苦惱於無法在七天內等待到主人公而必須面臨獨自坐上轉生列車或化作黑影永遠留在夜中的抉擇之時，她得知朝日和十夜已經預料到這種事情，先一步放棄自己的生命轉生，留下額外一次前往現實世界的機會。小黑抓住這次機會，陪伴已經處於彌留之際的主人公走到生命的盡頭，並得知主人公並非沒有認出小黑，只是因為魔法代價的原因不得不裝作沒有認出。最終，魔法順利發動，主人公和小黑坐上了前往來世的列車。
主人公來世生於一個溫馨的五口之家當中。他的母親是轉世的真白、姐姐是轉世的朝日、妹妹是轉世的十夜，一家人在餐桌上拌嘴是每天早上的日常。在學校中，他的同桌、邻居、青梅竹馬——轉世的小黑害羞地遞給他一個紙杯電話，告訴主人公她要暫時住進主人公的家中。櫻花萌放，戀情開花結果。

## 登场人物

### 主要角色
奏大雅
本作男主角，从小与黑猫小黑一起住在樱花飞舞的古都「参禅町」。
小黑（聲：夏和小）
与奏大雅从小就相依为命生活在一起的黑猫，是奏大雅的伙伴和家人。为了陪伴孤独的奏大雅，化身少女成为了他的朋友。
本体是黑猫，但不知为何变成人形的时候尾巴（除了末端）、头发变成了纯白色，两人对此都表示不明白。另一方面，虽然从小和大雅一起生活，但是不知为何身体的生长一直是停滞的。极度怕生，无法与大雅以外的人正常交流。每晚睡前都要给大雅打电话，虽然平时对大雅是冷娇的态度，但是在见不到面的电话里会变得稍微坦率一些。虽然是猫，却喜欢巧克力和不苦的东西。
柊春
在这个春天转校到「樱之丘」学园的学生，同时是奏大雅的青梅竹马。原本是魔法少女，是十多年前那场「魔法少女」的战斗的参与者之一。在战斗中失去了亲人，战后被收养者带离，一直生活在儿童福利设施里。
本性认生，却根本不会在奏大雅面前以外表现出来，被大雅在心里默默认为“有点可爱”。喜欢吃高热量食品。
有一个无论如何都要实现的愿望。为了实现那个愿望，她希望再次成为「魔法少女」，因此求助于奏大雅。
杏藤千和
男主角的青梅竹马和学妹，这个春天刚刚升入「樱之丘」学园。原本是魔法少女，是十多年前那场「魔法少女」的战斗的参与者之一。现在与在街道经营咖啡老店的父亲一起生活，是回家部成员，放学后会在父亲的店里帮忙当服务员。
被奏大雅捉弄的话会鼓起脸颊说“最讨厌学长了”，其实从很久之前就最喜欢他了，但是没法坦率地传达给他。
喜欢可爱的东西，但是她对“可爱”的品味有点奇怪。因为自己胸部一马平川，有点自卑。喜欢吃各式和式点心，特别是萩饼团子。
夜月姫织
与奏大雅在同个年级的青梅竹马。原本是魔法少女，是十多年前那场「魔法少女」的战斗的参与者之一，在战斗中拯救了人类的未来。现在在街上最大的神社担任巫女。是容易寂寞、喜欢撒娇的犬系女，但是有些毒舌。
吃货，吃起帕菲、喝起饮料（尤其是牛奶）来毫无顾忌。进食很快，而且只要是好吃的东西（尤其是甜食）绝不挑食。对此本人称“肚子里有一只饥饿的怪物”，每次都对奏大雅的午饭和零食垂涎万分。肚子一饿就会变成路痴，因此经常迷路。

### 次要角色
阳向井朝日
化身人形的猫。冬月十夜的姐姐。性格冷静沉着，说话很有男子气。有点中二病，自称是“夜之魔法使”。擅长料理，喜欢人类世界的文化，特别是对御宅族的作品（二次元文化）很有兴趣，如绘画、小说、电影。分配给了奏大雅某样“职责”。
冬月十夜
化身人形的猫。跟姐姐阳向井朝日一起住在位于街角的不可思议的杂货店「梦的尽头」。不擅长学习（特别是数学）。
害怕寂寞、又很怕生，但是期待着奏大雅到杂货店玩。虽然性格内向，但是面对奏大雅的时候会有点小骄傲。会被点心吸引到任何地方，哪怕是非常危险的地方。
七七（聲：白雪碧）
住在参禅町的「列车精灵」，某种意义上属于神明一类的存在。三无少女，但是一旦敞开心扉就会让人感到很意外。异常喜欢杯面。
无法离开家传的老旧的蒸汽机车，因此有时候奏大雅会出门去跟她说话。

## 主题歌
開場曲
作詞：山本美祢子，作曲、編曲：石仓誉之、小高光太郎
演唱：佐咲纱花
第二開場曲（小黑線路開場曲）
作詞：山本美祢子，作曲、編曲：石仓誉之、小高光太郎
演唱：山本美祢子
插入曲
作詞：漆原雪人，作曲、編曲：菊地创
演唱：夏和小
一般女主角結尾曲
作詞：山本美弥子，作曲、編曲：菊地创
演唱：铃汤
大結局（小黑線路）結尾曲
作詞：riya，作曲、編曲：菊地创
演唱：eufonius

## 評價
本作在2019年Getchu美少女游戏大赏终获得了综合部分第2名、剧本部门第1名、图像部门第10名、音乐部门第3名、视频部门第7名的成绩，且角色小黑获得角色部门第1名、角色柊春获得角色部门第6名。
本作在2019年萌系遊戲大賞中获得剧本金赏。
雜誌《BugBug》的編輯部在2022年把本作選為美少女遊戲新玩家應該要玩的30部作品之一。他們形容本作為出色的劇情作，帶給玩家一定的「歡笑和感動」。

## 外部連結
- 官方網站 （页面存档备份，存于） （日語）
- PS4/NS版官方網站 （页面存档备份，存于） （日語）
- 《樱花、萌放。 -as the Night's, Reincarnation-》在視覺小說數據庫的頁面 （英文）